# Aeromachus jhora
Aeromachus jhora là một loài bướm ngày thuộc họ Bướm nâu được tìm thấy ở châu Á.

## Hình ảnh

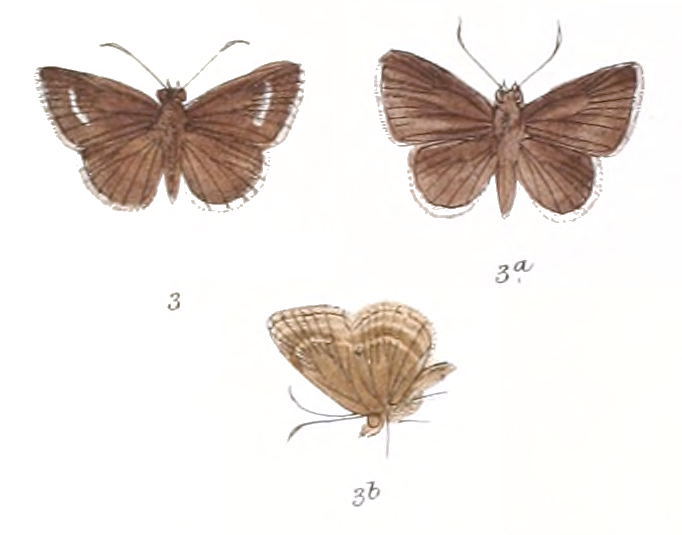
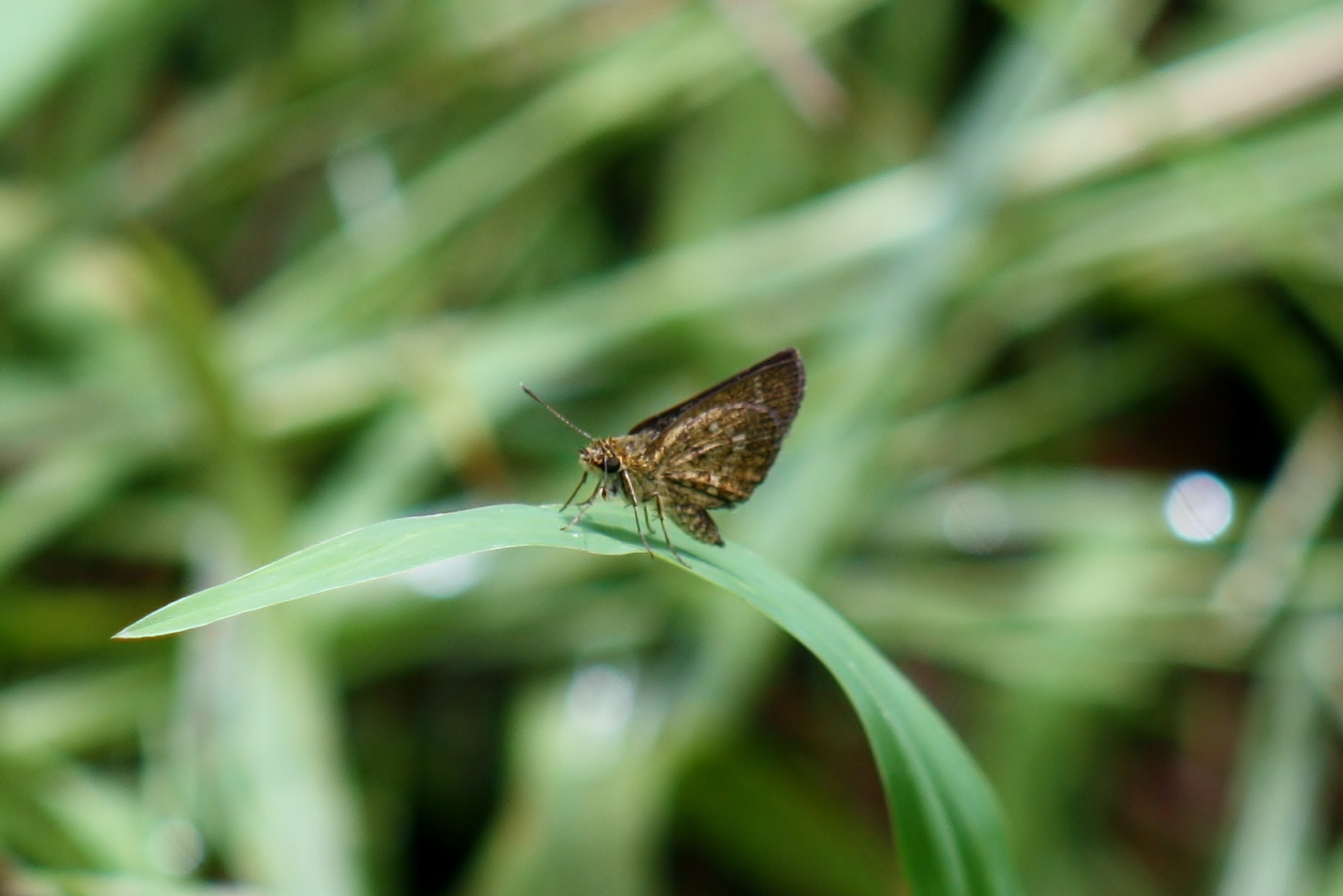
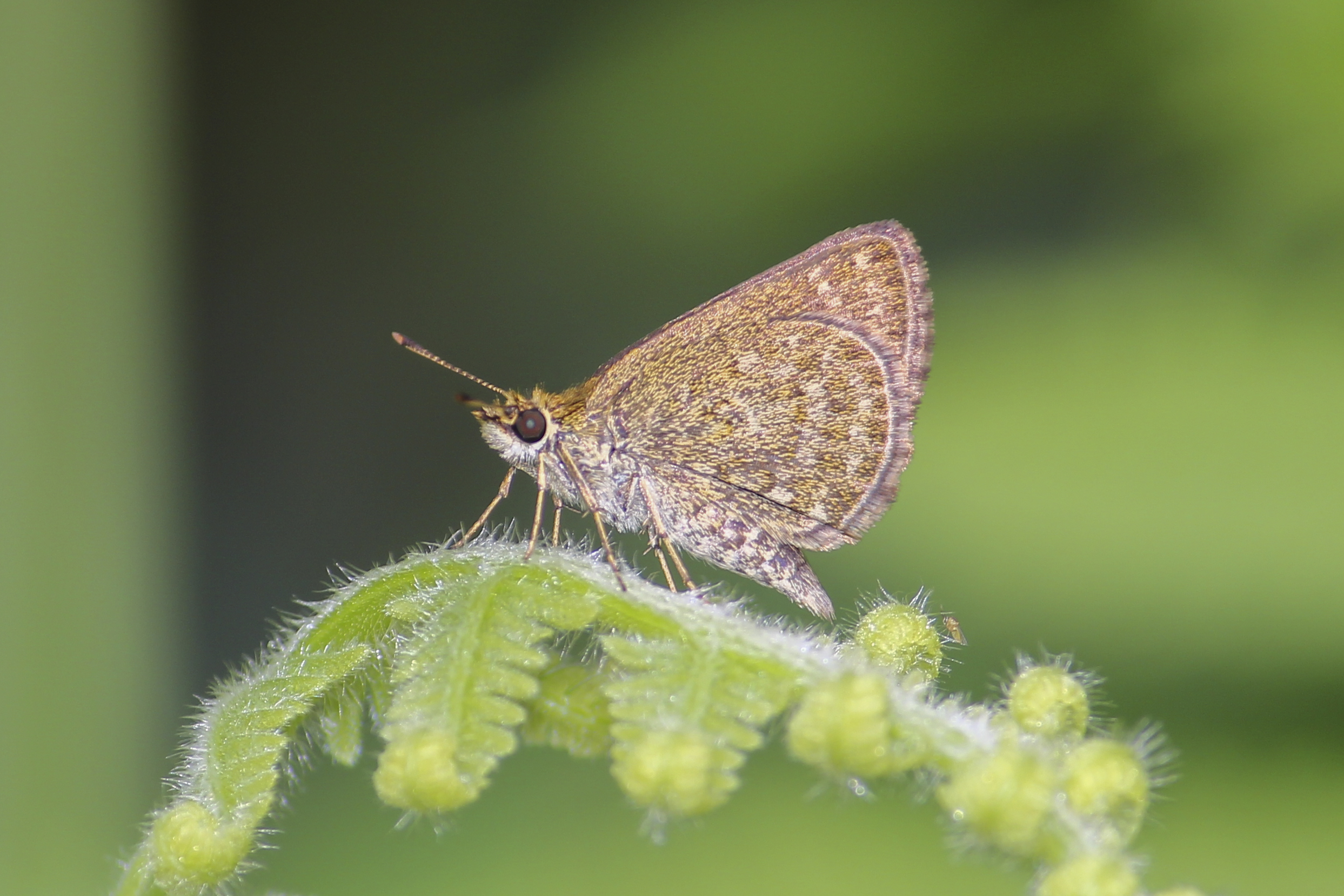